# Pisisaare
Pisisaare es una localidad del municipio de municipio de Põltsamaa en el condado de Jõgeva, Estonia, con una población censada a final del año 2011 de 277 habitantes. 
Se encuentra ubicada al oeste del condado, al norte del lago Võrtsjärv y de los condados de Viljandi y Tartu, al sur del condado de Järva y cerca de la carretera Tallin-Tartu (en estonio: Tallin-Tartu maantee).